# Ittigen
Ittigen (Bernduits: Ittige) is een gemeente en plaats in het Zwitserse kanton Bern, en maakt deel uit van het district Bern-Mittelland. Ittigen telt 11.067 inwoners.

## Geboren
- Marthe Gosteli (1917-2017), feministe en activiste